# Camino de Santiago de Madrid
El Camino de Santiago de Madrid o Ruta Jacobea Madrileña comienza en la ciudad que le da nombre y en sentido noroccidental, conduce a los peregrinos hacia Sahagún, donde se juntan con los que se dirigen a Santiago por el Camino Francés.
Existe además un trazado que conecta la ciudad de Toledo con la capital de España aunque se encuentra virtualmente abandonado, sin que en el momento se conozca actividad alguna para su recuperación.
Todos los tramos de la ruta principal están debidamente señalizados y disponen de documentación e infraestructuras suficientes para la peregrinación.

## Trazado de la ruta

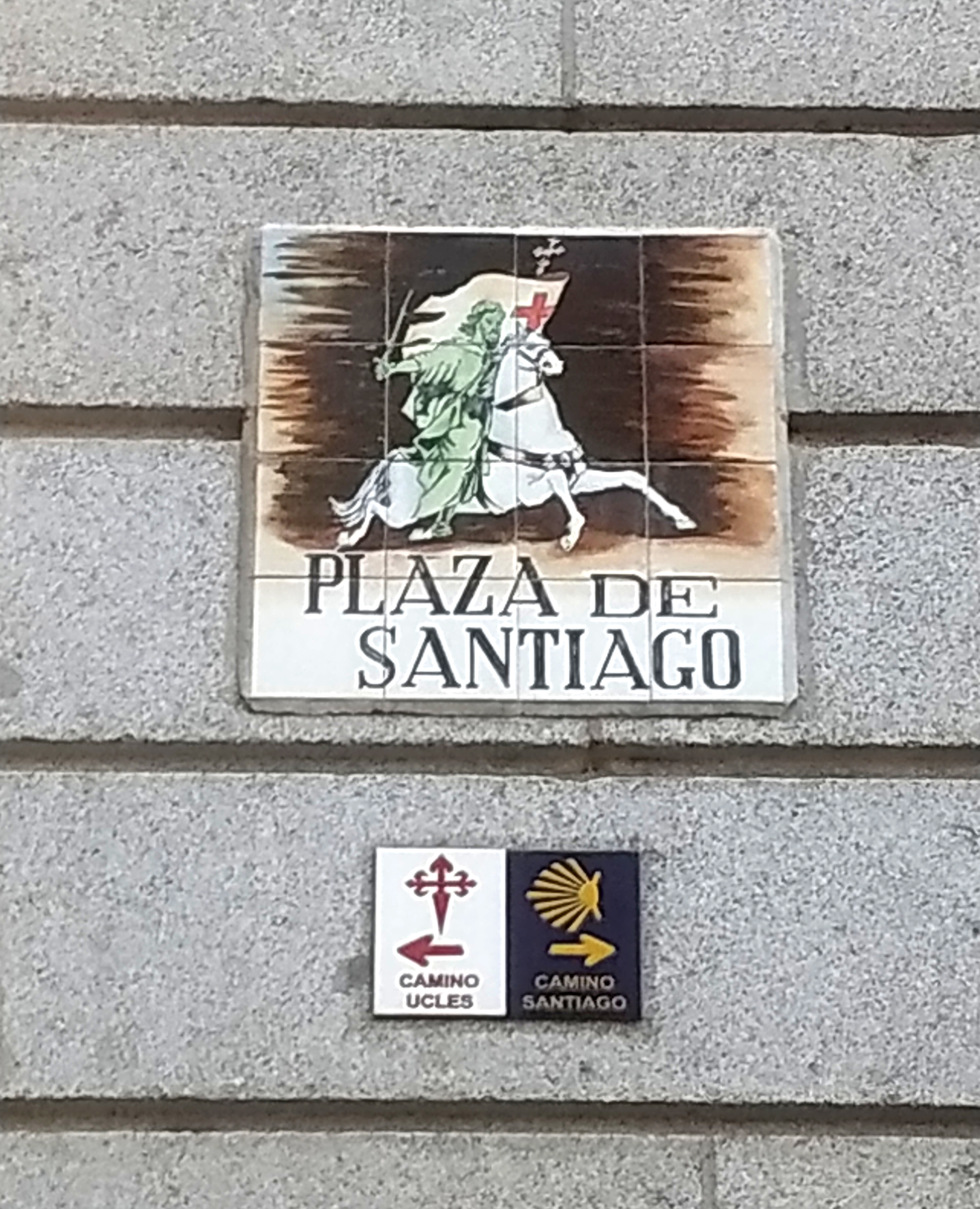
Inicio del Camino de Madrid. Detalle de la fachada de la Iglesia de Santiago en Madrid

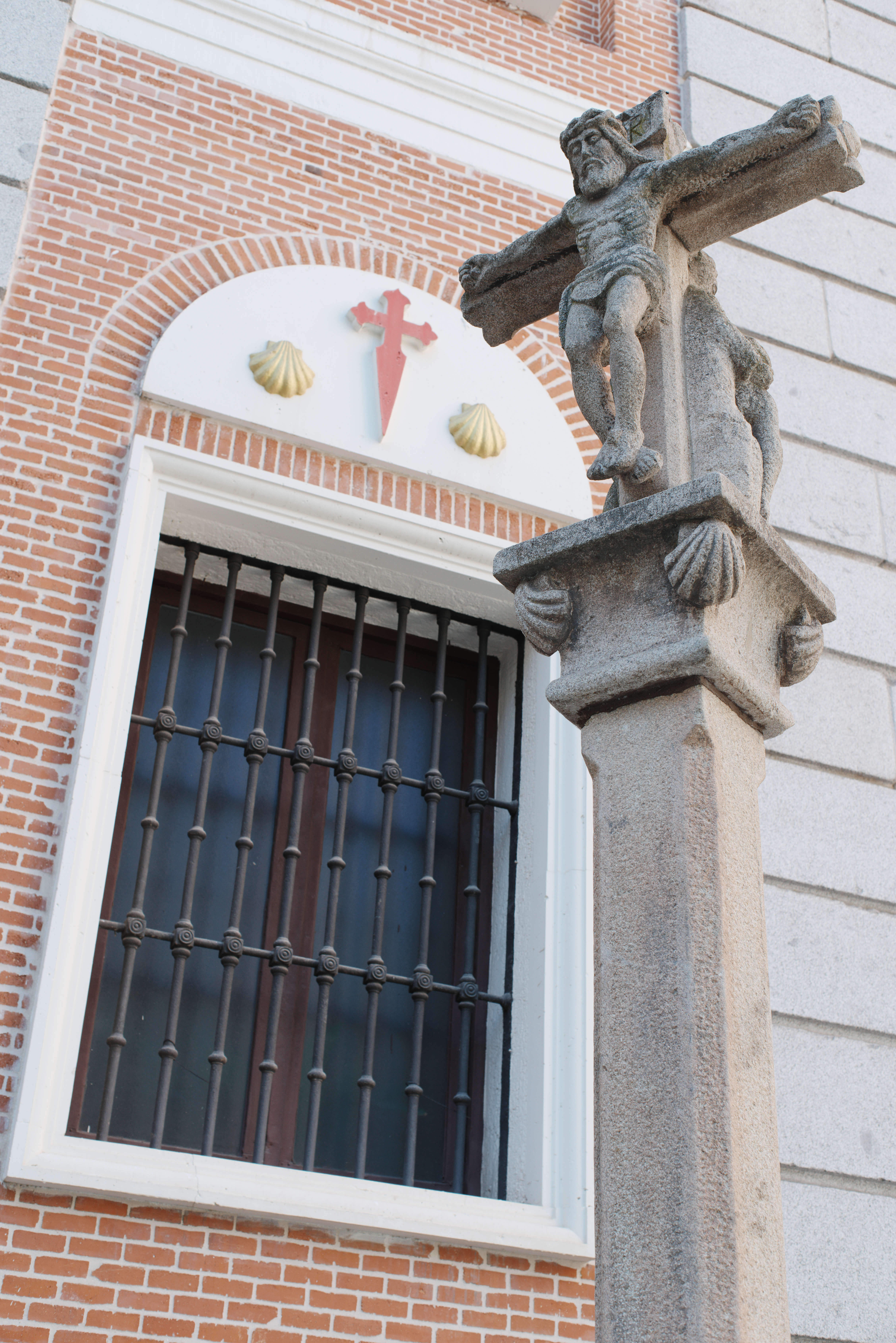
Cruz de piedra que marca el punto de inicio del Camino de Madrid, ubicada junto a la Iglesia de Santiago en Madrid

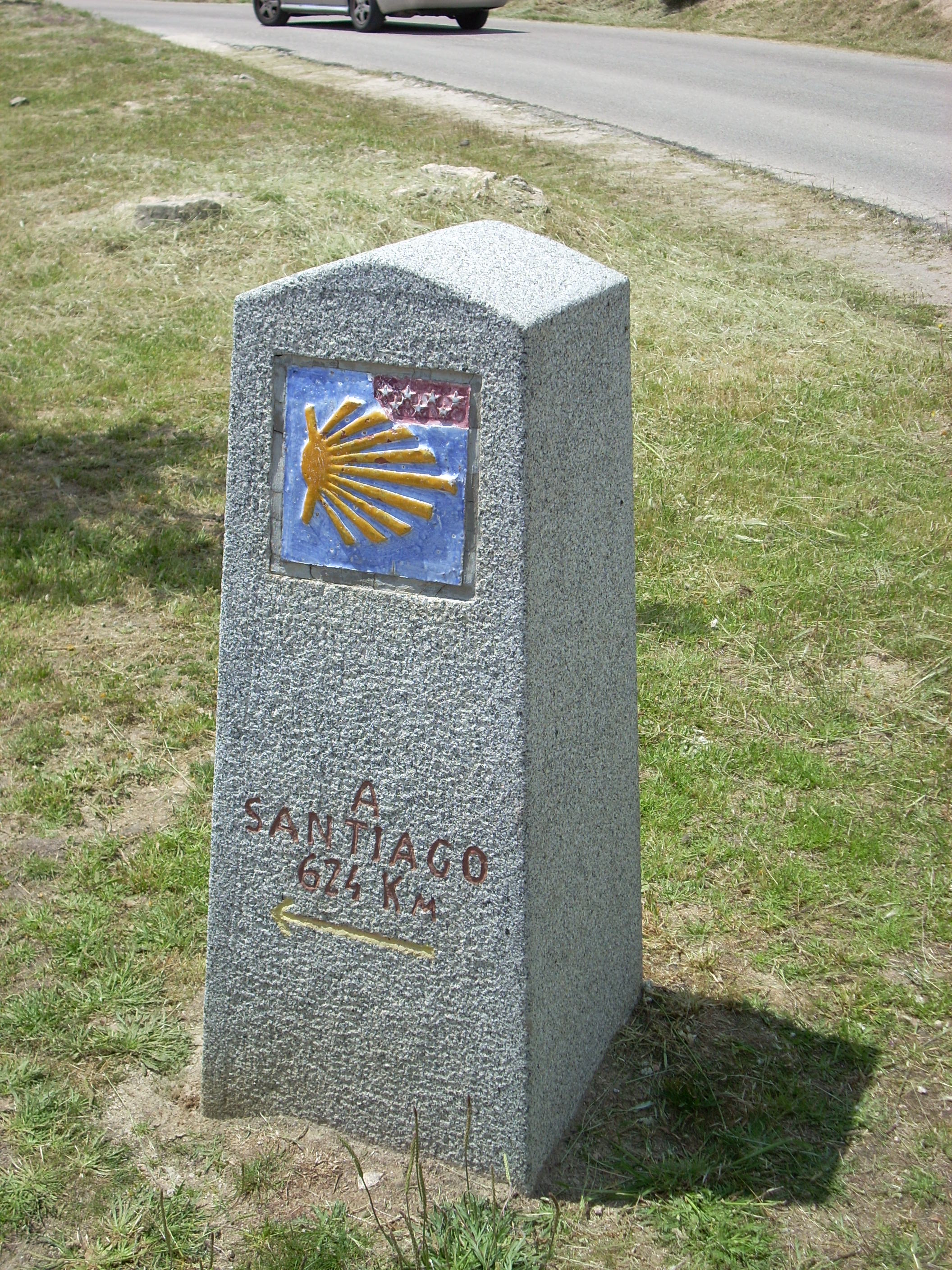
Mojón señalizador en Manzanares el Real

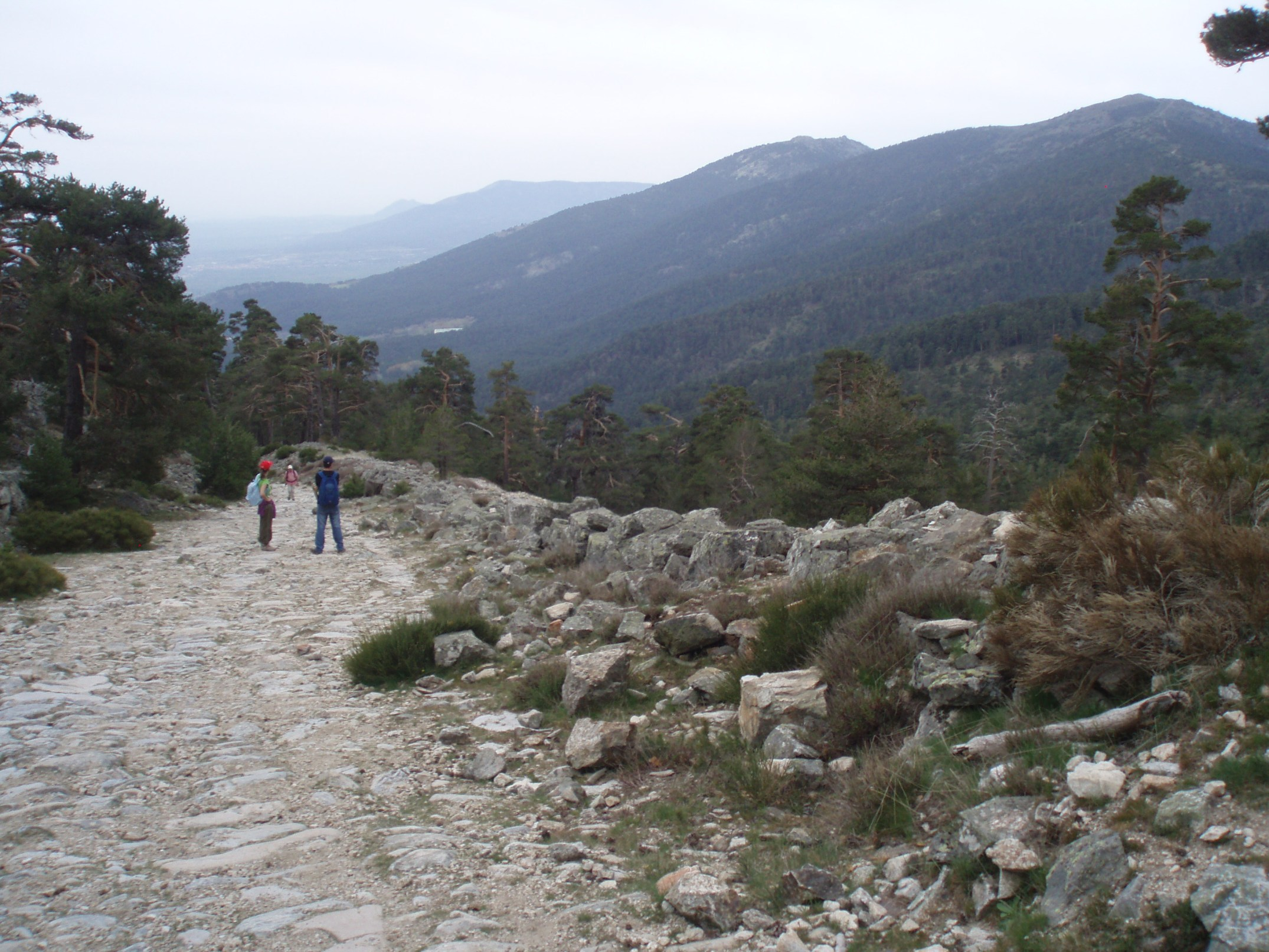
El Camino a su paso por el valle de la Fuenfría

### Ruta principal
| Población                                     | Provincia  | A Santiago (km) | Web                                                  |
| --------------------------------------------- | ---------- | --------------- | ---------------------------------------------------- |
| Madrid                                        | Madrid     | 660             |                                                      |
| Fuencarral (Madrid)                           | Madrid     | 649             |                                                      |
| Tres Cantos                                   | Madrid     | 637             |                                                      |
| Colmenar Viejo                                | Madrid     | 625             |                                                      |
| Manzanares el Real                            | Madrid     | 610             |                                                      |
| Mataelpino (El Boalo)                         | Madrid     | 608             |                                                      |
| Becerril de la Sierra                         | Madrid     | 604             |                                                      |
| Navacerrada                                   | Madrid     | 601             |                                                      |
| Cercedilla                                    | Madrid     | 594             |                                                      |
| Puerto de la Fuenfría                         | Segovia    | 588             |                                                      |
| Segovia                                       | Segovia    | 580             |                                                      |
| Zamarramala (Segovia)                         | Segovia    | 577             |                                                      |
| Valseca                                       | Segovia    | 572             |                                                      |
| Los Huertos                                   | Segovia    | 568             |                                                      |
| Añe                                           | Segovia    | 558             |                                                      |
| Pinilla Ambroz (Santa María la Real de Nieva) | Segovia    | 552             |                                                      |
| Santa María la Real de Nieva                  | Segovia    | 547             |                                                      |
| Nieva                                         | Segovia    | 545             |                                                      |
| Nava de la Asunción                           | Segovia    | 535             |                                                      |
| Coca                                          | Segovia    | 525             |                                                      |
| Villeguillo                                   | Segovia    | 517             |                                                      |
| Alcazarén                                     | Valladolid | 501             |                                                      |
| Valdestillas                                  | Valladolid | 485             |                                                      |
| Puente Duero                                  | Valladolid | 477             |                                                      |
| Simancas                                      | Valladolid | 487 o 471       |                                                      |
| Ciguñuela                                     | Valladolid | 464             |                                                      |
| Wamba                                         | Valladolid | 457             |                                                      |
| Peñaflor de Hornija                           | Valladolid | 450             |                                                      |
| Castromonte                                   | Valladolid | 441             |                                                      |
| Valverde de Campos                            | Valladolid | 433             |                                                      |
| Medina de Rioseco                             | Valladolid | 428             |                                                      |
| Berrueces                                     | Valladolid | 420             |                                                      |
| Tamariz de Campos                             | Valladolid | 417             |                                                      |
| Moral de la Reina                             | Valladolid | 414             |                                                      |
| Cuenca de Campos                              | Valladolid | 406             |                                                      |
| Villalón de Campos                            | Valladolid | 400 o 401       |                                                      |
| Fontihoyuelo                                  | Valladolid | 393             |                                                      |
| Santervás de Campos                           | Valladolid | 386             |                                                      |
| Arenillas de Valderaduey (Sahagún)            | León       | 379             |                                                      |
| Grajal de Campos                              | León       | 373             |                                                      |
| Sahagún                                       | León       | 368             | Archivado el 27 de julio de 2011 en Wayback Machine. |

### Ruta desde Toledo por Illescas
| Población               | Provincia | A Santiago (km) | Web                                                  |
| ----------------------- | --------- | --------------- | ---------------------------------------------------- |
| Toledo                  | Toledo    | 740             |                                                      |
| Olías del Rey           | Toledo    | 728             |                                                      |
| Cabañas de la Sagra     | Toledo    | 721             | = 11&id_cat = &f = &codine = 45025&id_ent = 80       |
| Villaluenga de la Sagra | Toledo    | 716             |                                                      |
| Yuncler                 | Toledo    | 714             |                                                      |
| Yuncos                  | Toledo    | 708             | = 11&id_cat = &f = &codine = 45205&id_ent = 258      |
| Illescas                | Toledo    | 703             |                                                      |
| Casarrubuelos           | Madrid    | 695             |                                                      |
| Cubas de la Sagra       | Madrid    | 692             |                                                      |
| Humanes de Madrid       | Madrid    | 685             |                                                      |
| Fuenlabrada             | Madrid    | 680             | Archivado el 18 de junio de 2010 en Wayback Machine. |
| Leganés                 | Madrid    | 673             |                                                      |
| Madrid                  | Madrid    | 660             |                                                      |

### Ruta desde Toledo por Aranjuez
| Población             | Provincia | A Santiago (km) | Web                                            |
| --------------------- | --------- | --------------- | ---------------------------------------------- |
| Toledo                | Toledo    | 767             |                                                |
| Azucaica (Toledo)     | Toledo    | 760             |                                                |
| Mocejón               | Toledo    | 752             |                                                |
| Villaseca de la Sagra | Toledo    | 747             |                                                |
| Añover de Tajo        | Toledo    | 734             | = 11&id_cat = &f = &codine = 45014&id_ent = 69 |
| Aranjuez              | Madrid    | 715             |                                                |
| Seseña                | Toledo    | 704             |                                                |
| Valdemoro             | Madrid    | 693             | = 0&nodeid = 0                                 |
| Pinto                 | Madrid    | 685             |                                                |
| Getafe                | Madrid    | 671             |                                                |
| Madrid                | Madrid    | 660             |                                                |

### Ruta alternativa por Valladolid
| Población  | Provincia  | A Santiago (km) | Web |
| ---------- | ---------- | --------------- | --- |
| Simancas   | Valladolid | 487             |     |
| Valladolid | Valladolid | 475             |     |
| Zaratán    | Valladolid | 469             |     |
| Wamba      | Valladolid | 457             |     |

### Ruta alternativa a Villada (camino francés oficial)
| Población           | Provincia  | A Santiago (km) | Web |
| ------------------- | ---------- | --------------- | --- |
| Villalón de Campos  | Valladolid | 400             |     |
| Boadilla de Rioseco | Palencia   | 390             |     |
| Villacidaler        | Palencia   | 385             |     |
| Villada             | Palencia   | 382             |     |

## Patrimonio de la ruta

### Patrimonio natural y paisajístico
- Monumentos naturales:
  - Dehesas de Cercedilla.
  - Embalse de Navacerrada.
  - La Pedriza.
  - Parque de Polvoranca en Leganés.
  - Parque Regional de la Cuenca Alta del Manzanares.
  - Parque Regional del Sureste.
  - Reserva del Regajal-Mar de Ontígola.
  - Reserva Natural del Carrizal de Villamejor en Aranjuez.
  - Valle de la Barranca.
  - Valle de la Fuenfría.
  - Valle de Valsaín.

### Patrimonio arqueológico
- Yacimientos:
  - Calzada romana en Puerto de la Fuenfría.
  - Circo romano de Toledo.
  - Necrópolis calcolítica en Yuncos.

### Patrimonio artístico y monumental

#### Arquitectura religiosa
- Catedrales:
  - Catedral de La Magdalena de Getafe.
  - Catedral de La Almudena en Madrid.
  - Catedral de Santa María de Segovia.
  - Catedral de Santa María de Toledo.
  - Catedral de la Asunción de Valladolid.
- Basílicas, monasterios y conventos:
  - Convento de San Pascual en Aranjuez.
  - Monasterio de Santa María de la Cruz en Casarrubuelos.
  - Convento de la Concepción de la Madre de Dios en Illescas.
  - Convento de los Padres Capuchinos en Madrid.
  - Monasterio de las Descalzas Reales en Madrid.
  - Real Hospicio del Ave María y San Fernando en Madrid.
  - Monasterio de las Madres Benedictinas en Sahagún.
  - Monasterio de Nuestra Señora de la Soterraña en Santa María la Real de Nieva.
  - Convento de la Madre de Dios en Toledo.
  - Monasterio de Santo Domingo de Silos en Toledo.
  - Monasterio de San Juan de los Reyes en Toledo.
  - Colegiata de Santa María en Valladolid.
  - Convento de las Descalzas Reales en Valladolid.
  - Convento de las Francesas en Valladolid.
  - Convento de los Agustinos Filipinos en Valladolid.
  - Convento e Iglesia de San Pablo en Valladolid.
  - Monasterio de las Huelgas Reales en Valladolid.
  - Monasterio de Nuestra Señora de Prado en Valladolid.
- Iglesias:
  - Iglesia de San Antonio en Aranjuez.
  - Iglesia de San Pedro Apóstol en Berrueces.
  - Iglesia parroquial de Nuestra Señora de la Asunción en Cabañas de la Sagra.
  - Basílica de la Asunción de Nuestra Señora en Colmenar Viejo.
  - Iglesia del Salvador en Fontihoyuelo.
  - Iglesia Parroquial de San Esteban Protomártir en Fuenlabrada.
  - Iglesia de Santo Domingo de Guzmán en Humanes de Madrid.
  - Santuario de Nuestra Señora de la Caridad en Illescas.
  - Iglesia de Santiago en Madrid.
  - Iglesia de San Francisco el Grande en Madrid.
  - Iglesia de San Jerónimo el Real en Madrid.
  - Iglesia de Nuestra Señora de las Nieves en Manzanares el Real.
  - Iglesia de Santa María de la Mediavilla en Medina de Rioseco.
  - Iglesia parroquial San Esteban Protomártir en Mocejón.
  - Iglesia de San Francisco Javier en Pinto.
  - Iglesia de Santo Domingo de Silos en Pinto.
  - Iglesia de San Lorenzo en Sahagún.
  - Iglesia de San Tirso en Sahagún.
  - Iglesia de San Gervasio y San Protasio en Santervás de Campos.
  - Iglesia del Corpus Christi en Segovia.
  - Iglesia de Santa María la Blanca en Toledo.
  - Iglesia de Santiago del Arrabal en Toledo.
  - Iglesia de Santo Tomé en Toledo.
  - Sinagoga del Tránsito en Toledo.
  - Templo del Cristo de la Luz en Toledo.
  - Iglesia del Santísimo Salvador en Valladolid.
  - Iglesia de San Benito en Valladolid.
  - Iglesia de San Benito el Viejo en Valladolid.
  - Iglesia de San Juan de Letrán en Valladolid.
  - Iglesia de San Miguel y San Julián en Valladolid.
  - Iglesia de Santa María La Antigua en Valladolid.
  - Iglesia de Santa María Magdalena en Valladolid.
  - Iglesia de Santiago Apóstol en Valladolid.
  - Iglesia Penitencial de Nuestra Señora de la Vera Cruz en Valladolid.
  - Iglesia Penitencial de Nuestra Señora de las Angustias en Valladolid.
  - Iglesia parroquial de Nuestra Señora de la Asunción en Valseca.
  - Iglesia de San Andrés Apóstol en Villaluenga de la Sagra.
  - Iglesia parroquial de Santa Leocadia en Villaseca de la Sagra.
  - Iglesia de San Juan Bautista en Yuncos.
  - Iglesia parroquial de San Pedro Apóstol en Zaratán.
- Ermitas:
  - Ermita de la Virgen de Pedrosa en Berrueces.
  - Ermita de Nuestra Señora de los Remedios en Colmenar Viejo.
  - Ermita de Nuestra Señora de los Ángeles en Getafe.
  - Ermita de Nuestra Señora de la Peña Sacra en Manzanares el Real.
  - Ermita de la Vera Cruz en Mocejón.
  - Ermita de La Virgen del Puente en Sahagún.
  - Ermita de la Virgen de las Vegas en Los Huertos.
  - Ermita de Nuestra Señora de las Angustias en Villaseca de la Sagra.
  - Ermita de Santa María de la Cruz en Zaratán.

#### Arquitectura civil
- Palacios y edificios residenciales:
  - Casa del Labrador en Aranjuez.
  - Palacio Real de Aranjuez.
  - Casa Escobar en Humanes de Madrid.
  - Calle de Alcalá en Madrid.
  - Casa de las Siete Chimeneas en Madrid.
  - Palacio de El Pardo en Madrid.
  - Palacio de la Zarzuela en Madrid.
  - Palacio Real de Madrid.
  - Paseo del Prado en Madrid.
  - Palacete Castellano Ayala Berganza en Segovia.
  - Palacio Arzobispal de Toledo.
  - Casa de Cervantes en Valladolid.
  - Casa de la India en Valladolid.
  - Casa del Príncipe en Valladolid.
  - Casa Mantilla en Valladolid.
  - Casa Museo de Colón en Valladolid.
  - Palacio Arzobispal de Valladolid.
  - Palacio de Correos y Telégrafos en Valladolid.
  - Palacio de Fabio Nelli en Valladolid.
  - Palacio de los Condes de Benavente en Valladolid.
  - Palacio de Pimentel en Valladolid.
  - Palacio de Santa Cruz en Valladolid.
  - Palacio de Villena en Valladolid.
  - Palacio del Conde de Gondomar en Valladolid.
  - Palacio Real de Valladolid.
  - Palacio de los marqueses de Montemayor en Villaseca de la Sagra.
  - Casa de Ciriaco en Yuncos.
- Edificios para la Administración Pública:
  - Antigua casa consistorial en Fuenlabrada.
  - Antigua casa consistorial en Madrid.
  - Palacio de Comunicaciones en Madrid.
  - Palacio de las Cortes de España en Madrid.
  - Casa consistorial de Valladolid.
  - Cortes de Castilla y León en Valladolid.
  - Real Audiencia y Chancillería de Valladolid.
  - Ayuntamiento en Valseca.
- Otras construcciones civiles:
  - Hospital de Nuestra Señora de la Merced en Coca.
  - Fuente de Fontihoyuelo.
  - Escuelas Pías  en Getafe.
  - Hospitalillo de San José en Getafe.
  - Hospital Nuestra Señora de la Caridad en Illescas.
  - Banco de España en Madrid.
  - Café Gijón en Madrid.
  - Hotel Ritz en Madrid.
  - Palacio de la Bolsa de Madrid.
  - Canal de Castilla en Medina de Rioseco.
  - El Torno en Medina de Rioseco.
  - Taberna Rubi en Segovia.
  - Múltiples palomares tradicionales que salpican el paisaje de Tierra de Campos.
  - Academia de Caballería en Valladolid.
  - Canal de Castilla en Valladolid.
  - Colegio de San Gregorio en Valladolid.
  - Pasaje Gutiérrez en Valladolid.
  - Rectorado de la Universidad en Valladolid.

#### Arquitectura militar e infraestructuras
- Arquitectura militar:
  - Castillo de Coca.
  - Castillo de los Mendoza en Manzanares el Real.
  - Alcázar de Segovia.
  - Castillo de Simancas.
  - Alcázar de Toledo.
  - Casa del Temple en Toledo.
  - Castillo de San Servando en Toledo.
  - Murallas medievales en Coca.
  - Recinto amurallado en Segovia.
  - Arco de la Villa  en Coca.
  - Arco de Ugena en Illescas.
  - Puerta de Zamora en Medina de Rioseco.
  - Puerta de San Sebastián en Medina de Rioseco.
  - Puerta del Cambrón en Toledo.
  - Puerta del Sol en Toledo.
  - Puerta del Vado en Toledo.
  - Torre de Éboli en Pinto.
  - Torre del reloj en Sahagún.
  - Torre de la Almofala en Toledo.
- Infraestructuras:
  - Acueducto de Segovia.
  - Estación de Atocha en Madrid.
  - Estación de Ferrocarril de Aranjuez.
  - Estación de Valladolid-Campo Grande en Valladolid.
  - Puente Canto en Sahagún.
  - Puente de Alcántara en Toledo.
  - Puente de Hispanoamérica en Valladolid.
  - Puente de San Martín en Toledo.
  - Puente de Segovia en Madrid.
  - Puente de Toledo en Madrid.
  - Puente del Descalzo en Cercedilla.

#### Urbanismo
- Calles y plazas:
  - Calle Real en Illescas.
  - Paseo de la Castellana en Madrid.
  - Plaza de Callao en Madrid.
  - Plaza de Cibeles en Madrid.
  - Plaza de Colón en Madrid.
  - Plaza de España en Madrid.
  - Plaza de Oriente en Madrid.
  - Plaza Mayor de Madrid.
  - Puerta de Alcalá en Madrid.
  - Puerta de Europa de Madrid.
  - Puerta de la Ilustración en Madrid.
  - Puerta de San Vicente en Madrid.
  - Puerta de Toledo en Madrid.
  - Puerta del Sol de Madrid.
  - Calle Mayor en Medina de Rioseco.
  - Plaza Mayor  en Segovia.
  - Acera de Recoletos en Valladolid.
  - Calle Duque de la Victoria en Valladolid.
  - Calle Platerías en Valladolid.
  - Calle Santiago en Valladolid.
  - Paseo de Zorrilla en Valladolid.
  - Plaza de Colón en Valladolid.
  - Plaza de la Universidad en Valladolid.
  - Plaza de Zorrilla en Valladolid.
  - Plaza del Viejo Coso en Valladolid.
  - Plaza Mayor de Valladolid.
- Parques y jardines:
  - Jardines de Aranjuez.
  - Casa de Campo en Madrid.
  - Jardines de Sabatini en Madrid.
  - Jardines del Buen Retiro en Madrid.
  - Parque Juan Carlos I en Madrid.
  - Parque del Campo Grande en Valladolid.
- Construcciones ornamentales:
  - Fuente de los Cuatro Caños en Fuenlabrada.
  - Monumento al Sagrado Corazón de Jesús en Getafe.
  - Fuente de Cibeles en Madrid.
  - fuente de Neptuno en Madrid.
  - Palacio de Cristal del Retiro en Madrid.
  - Panteón de Hombres Ilustres en Madrid.
  - Templo de Debod en Madrid.
  - Monumento a Colón en Valladolid.
  - Rollo jurisdiccional en Villalón de Campos

### Patrimonio cultural y popular
- Museos:
  - Archivo General del Reino en Simancas.
  - Biblioteca Nacional en Madrid.
  - Museo Arqueológico de Valladolid.
  - Museo Arqueológico Nacional de España en Madrid.
  - Museo Arte Público en Madrid.
  - Museo de América en Madrid.
  - Museo de Ciencias Naturales en Valladolid.
  - Museo de la Academia de Caballería en Valladolid.
  - Museo de la Semana Santa en Sahagún.
  - Museo del Prado en Madrid.
  - Museo Nacional de Antropología en Madrid.
  - Museo Nacional Centro de Arte Reina Sofía en Madrid.
  - Museo Nacional de Escultura en Valladolid.
  - Museo Oriental en Valladolid.
  - Museo Patio Herreriano de Arte Contemporáneo Español en Valladolid.
  - Museo Sorolla en Madrid.
  - Museo Thyssen-Bornemisza en Madrid.
  - Museo-Hospital de Santa Cruz en Toledo.
  - Planetario de Madrid.
  - Real Jardín Botánico de Madrid.
- Otros edificios y entidades culturales:
  - Centro Cultural Miguel Delibes en Valladolid.
  - Círculo de Bellas Artes en Madrid.
  - Instituto del Patrimonio Histórico Español en Madrid.
  - Real Academia de Bellas Artes de San Fernando en Madrid.
  - Real Academia Española en Madrid.
  - Residencia de Estudiantes en Madrid.
  - Teatro Calderón en Valladolid.
  - Teatro de la Zarzuela en Madrid.
  - Teatro Real de Madrid.
  - Teatro Rojas en Toledo.
  - Teatro Zorrilla en Valladolid.
- Manifestaciones populares:
  - Danza de los Lazos en Simancas.
  - Fiestas de Chueca en Madrid.
  - Fiestas de Santa Águeda de Zamarramala en Segovia.
  - Fiestas del Cristo de la Columna y la Virgen de la Guía en Humanes de Madrid.
  - Fiestas del Motín en Aranjuez.
  - Fiestas Patronales de Getafe.
  - Pasarela Cibeles en Madrid.
  - Semana Internacional de Cine de Valladolid.
  - Semana Santa en Medina de Rioseco.
  - Semana Santa en Sahagún.
  - Semana Santa en Valladolid.
  - Verbena de La Paloma en Madrid.

### Galería de imágenes
- Wikimedia Commons alberga una categoría multimedia sobre Camino de Santiago de Madrid.

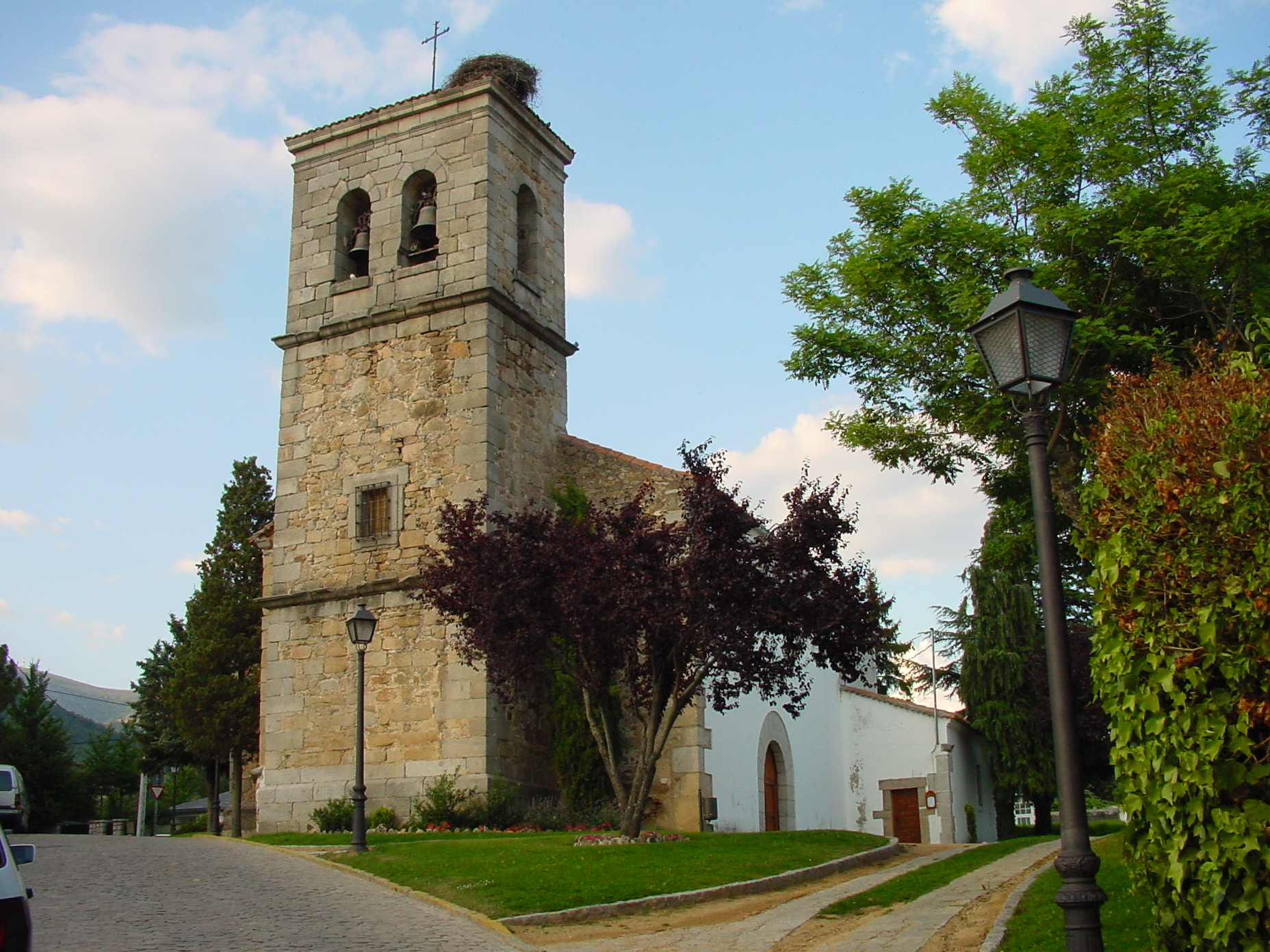
Iglesia de Navacerrada (Madrid)
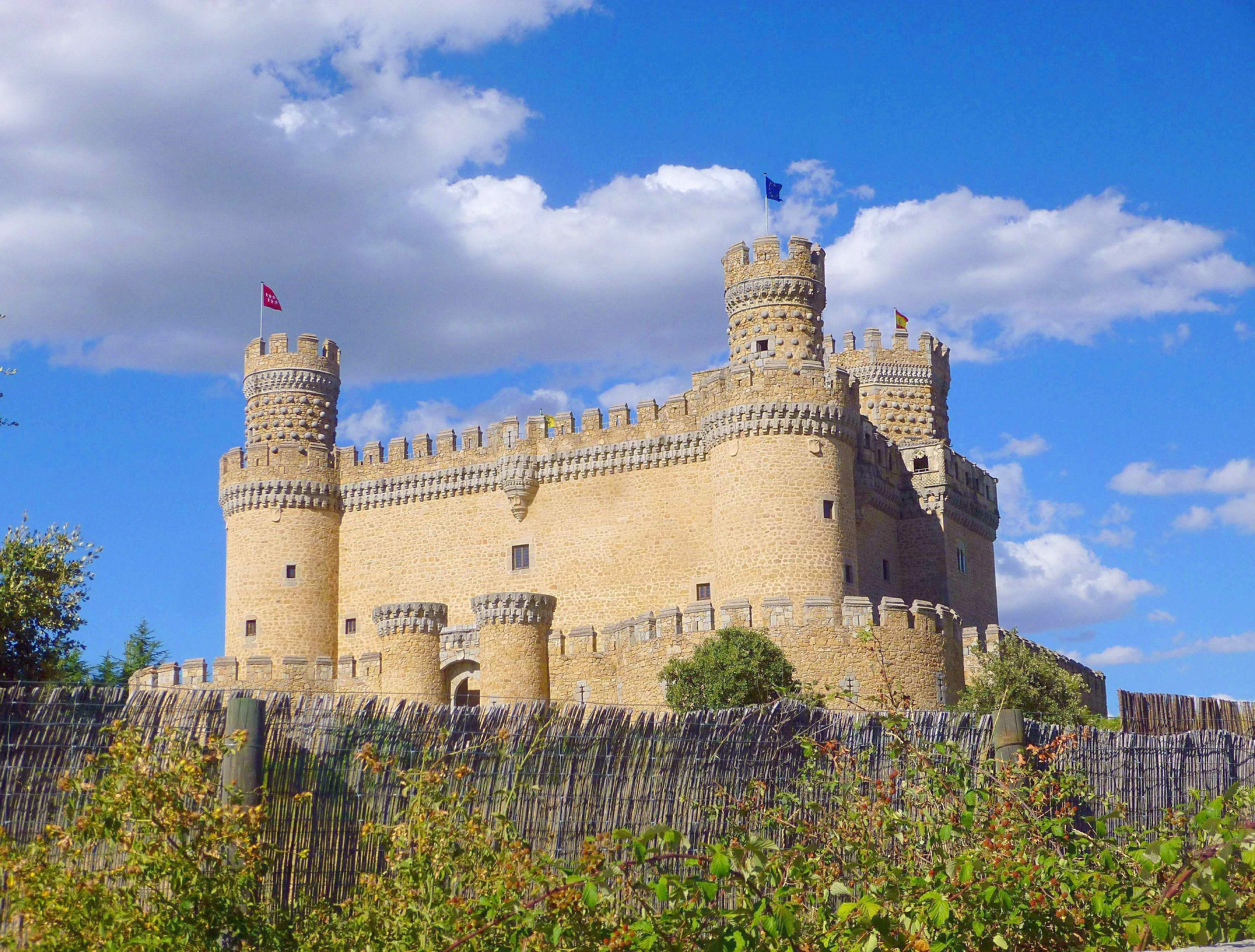
Castillo de Manzanares el Real
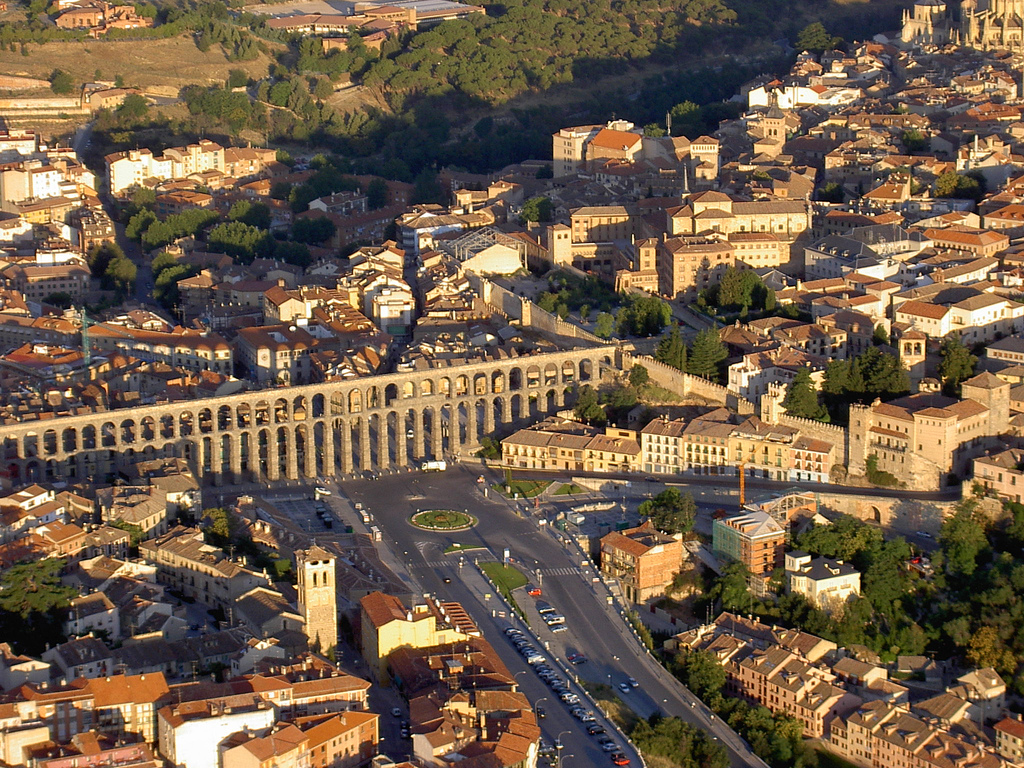
Segovia
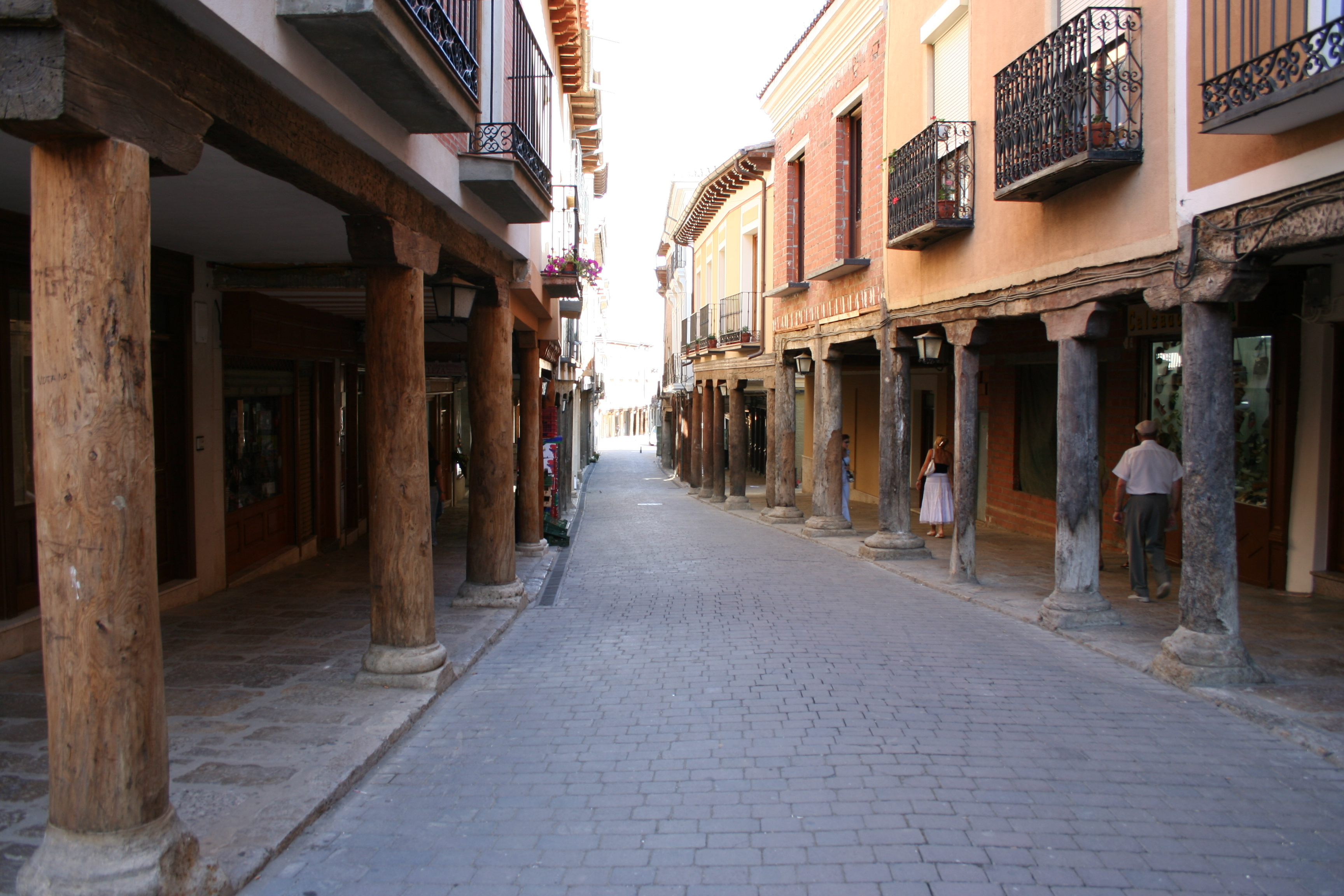
Medina de Rioseco (Valladolid)
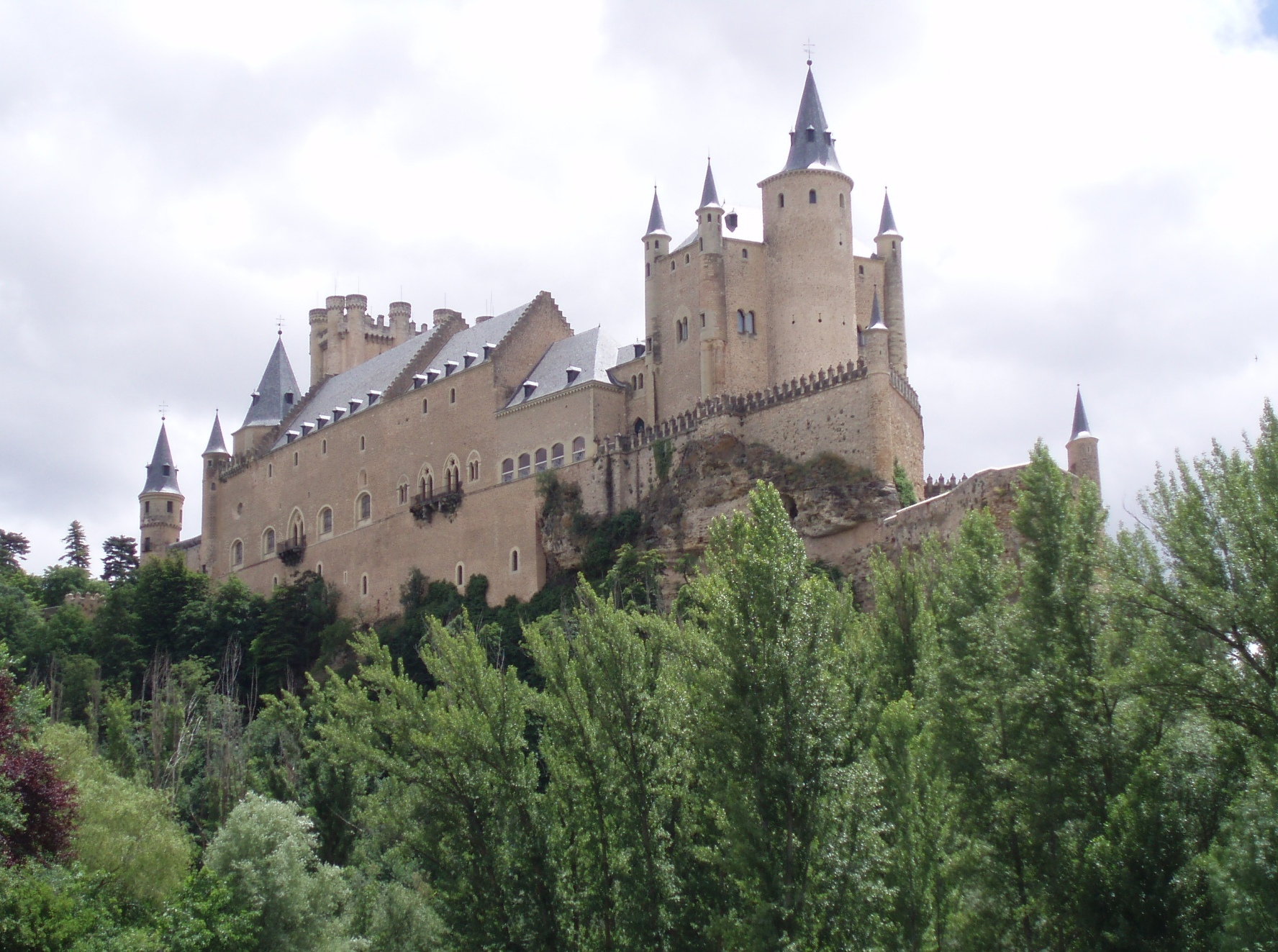
Alcázar de Segovia
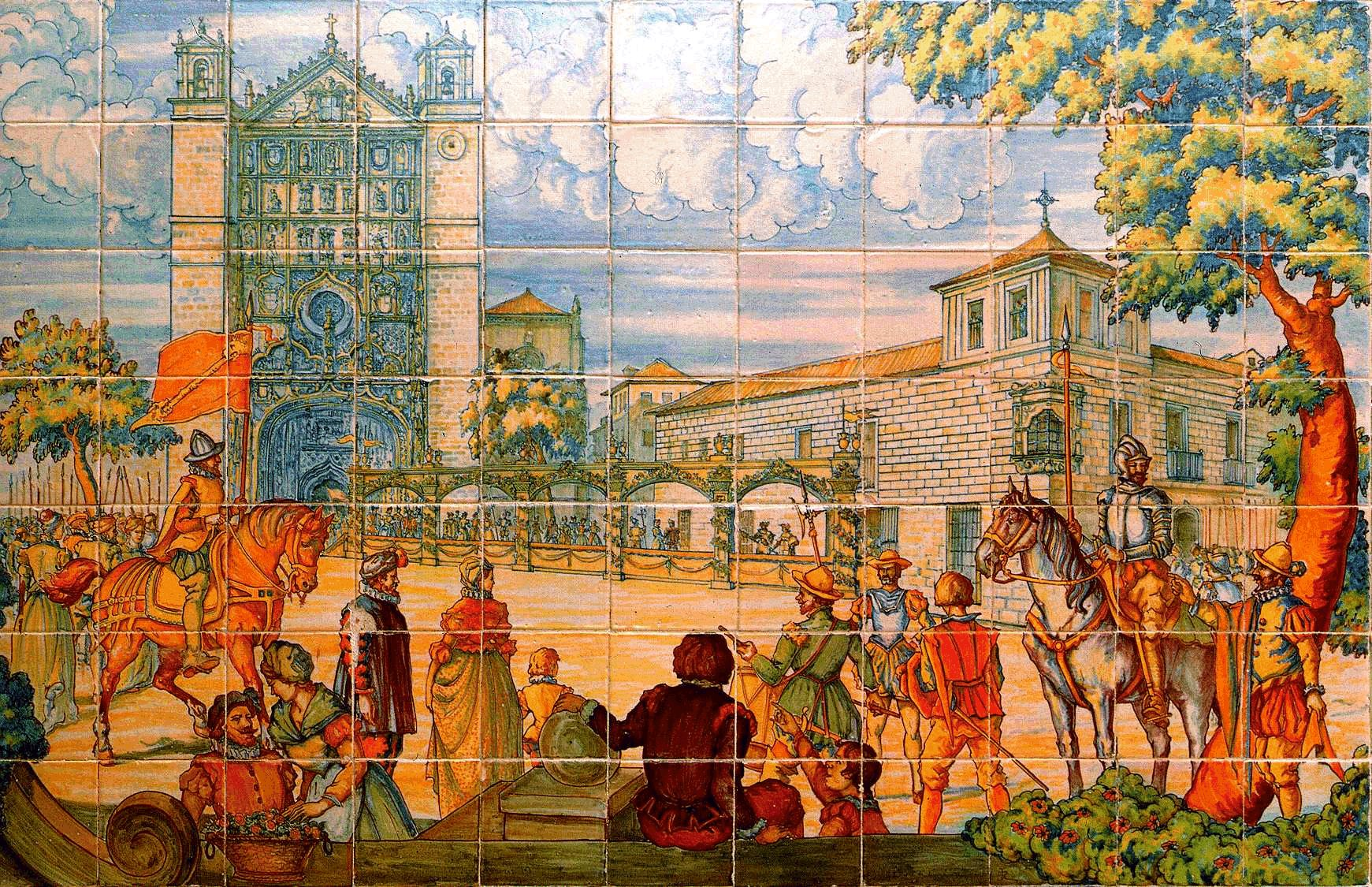
Azulejos del Palacio de Pimentel en Valladolid
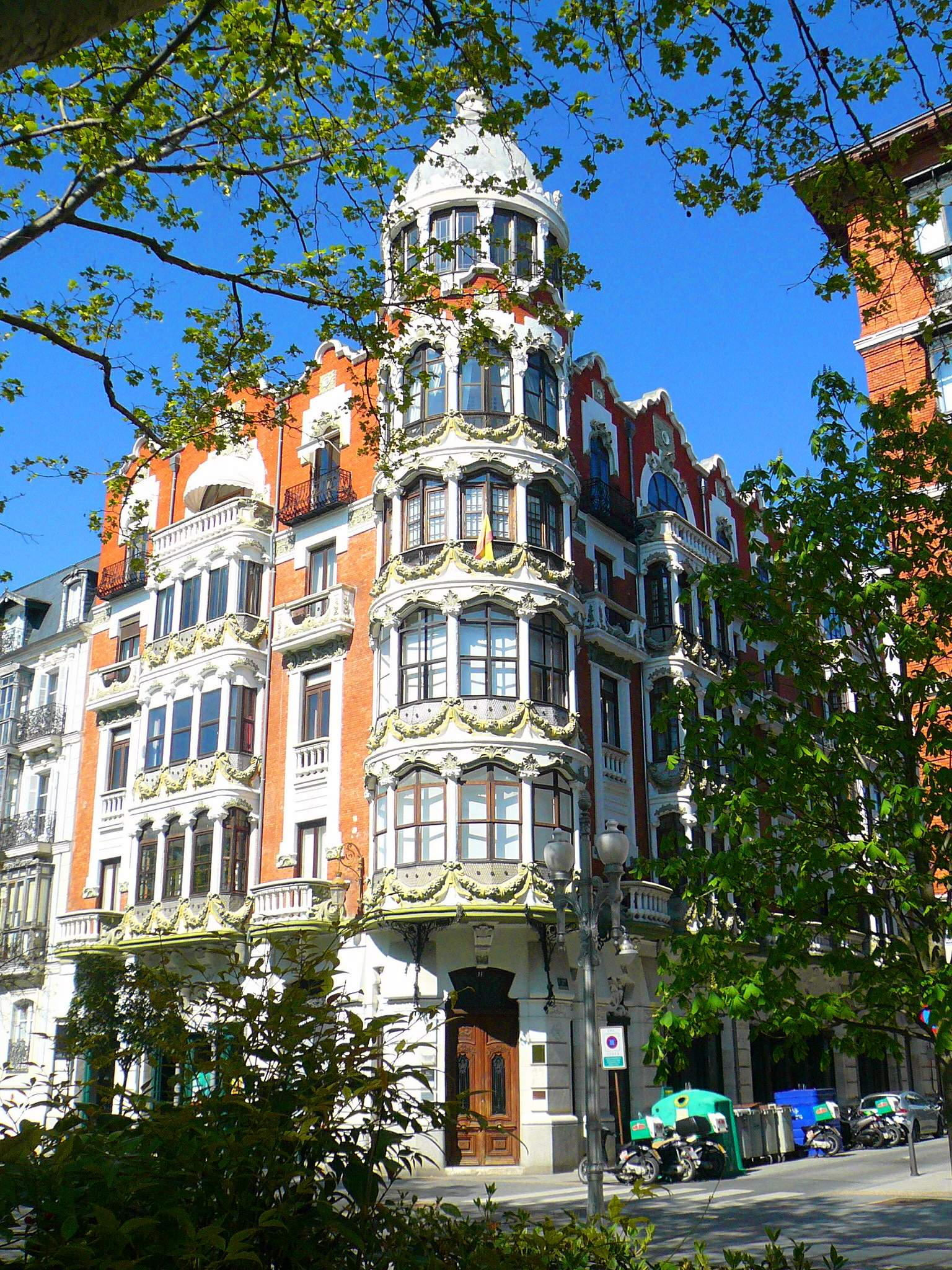
Casa del Príncipe en Valladolid
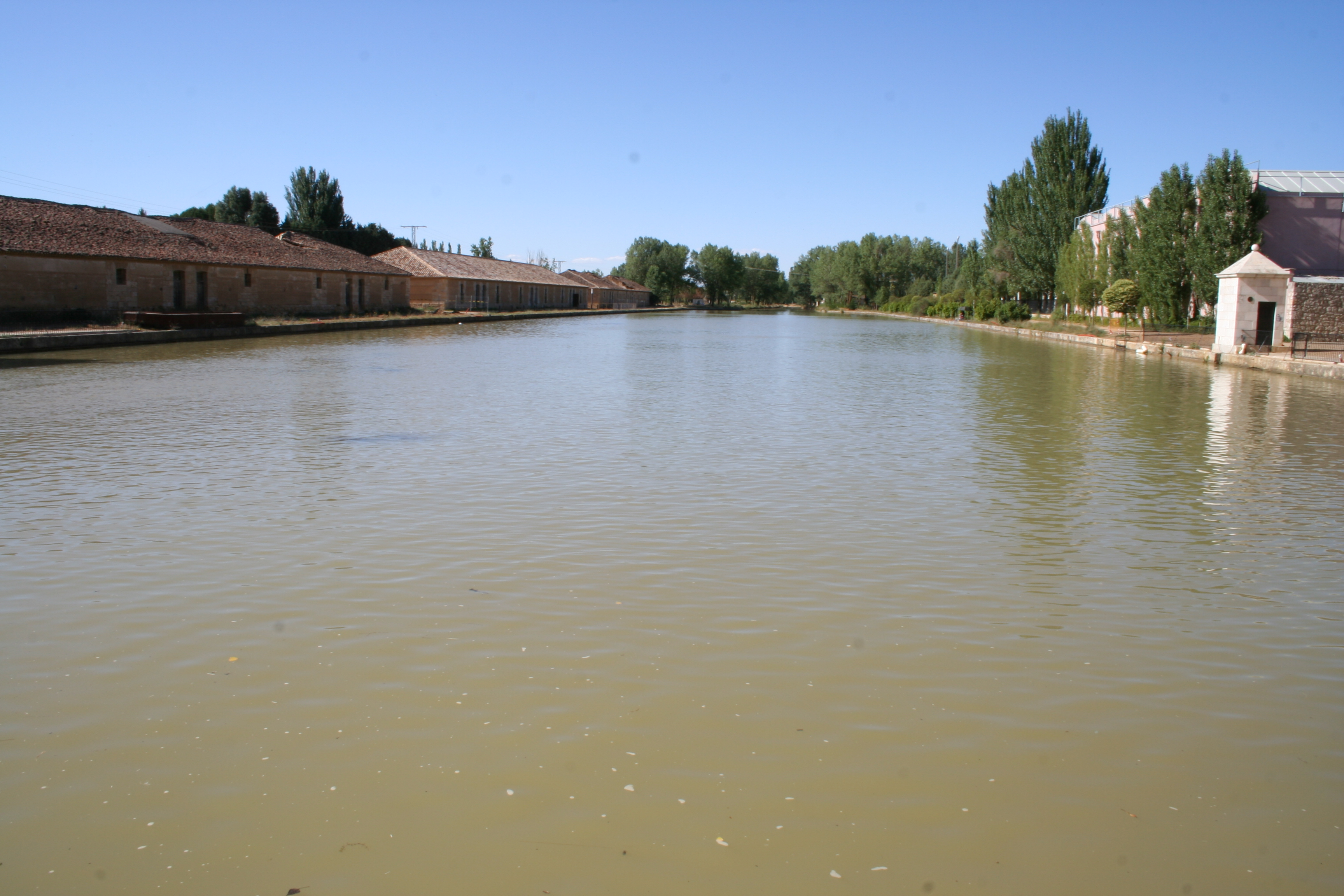
Canal de Castilla en Medina de Rioseco
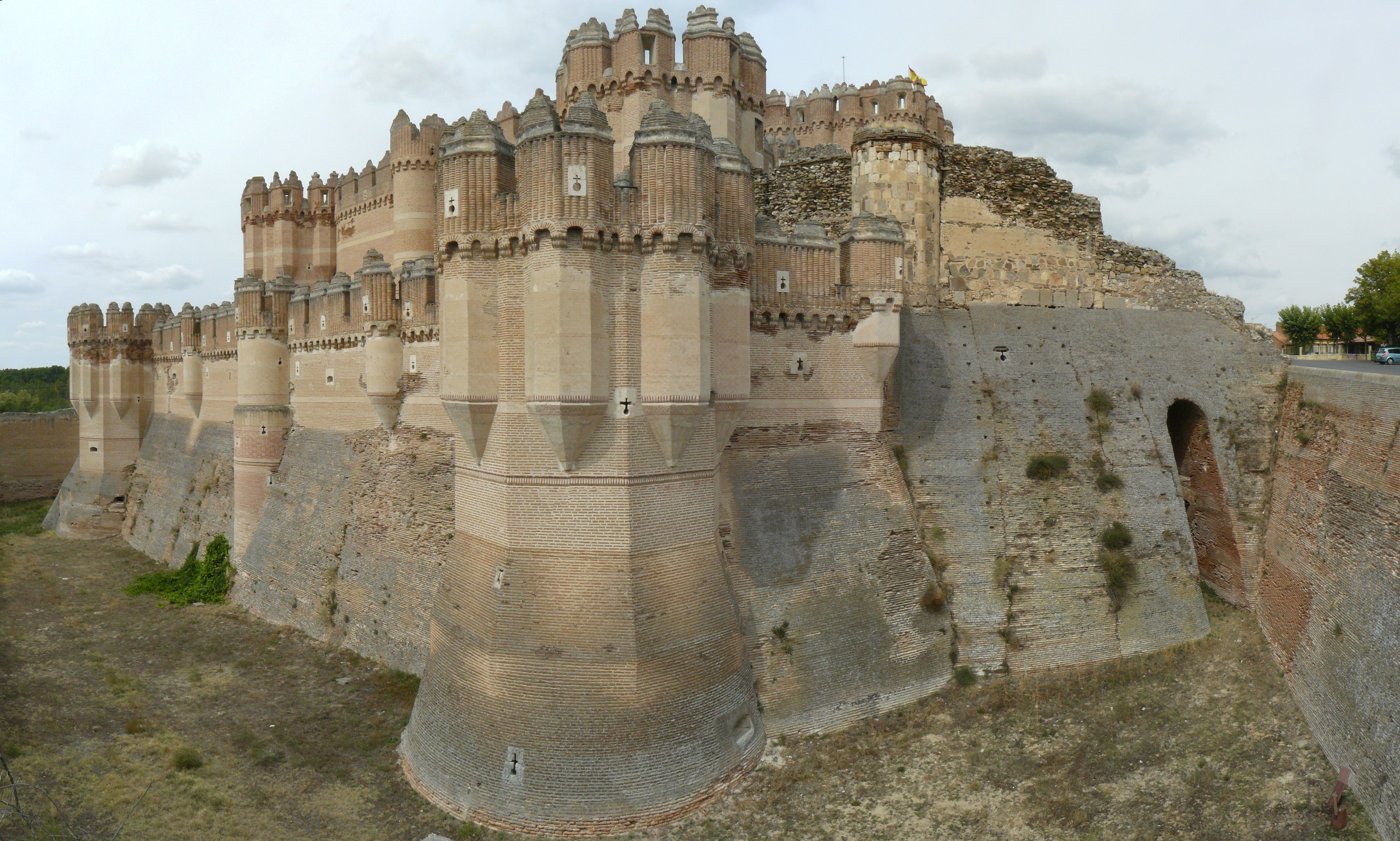
Castillo de Coca
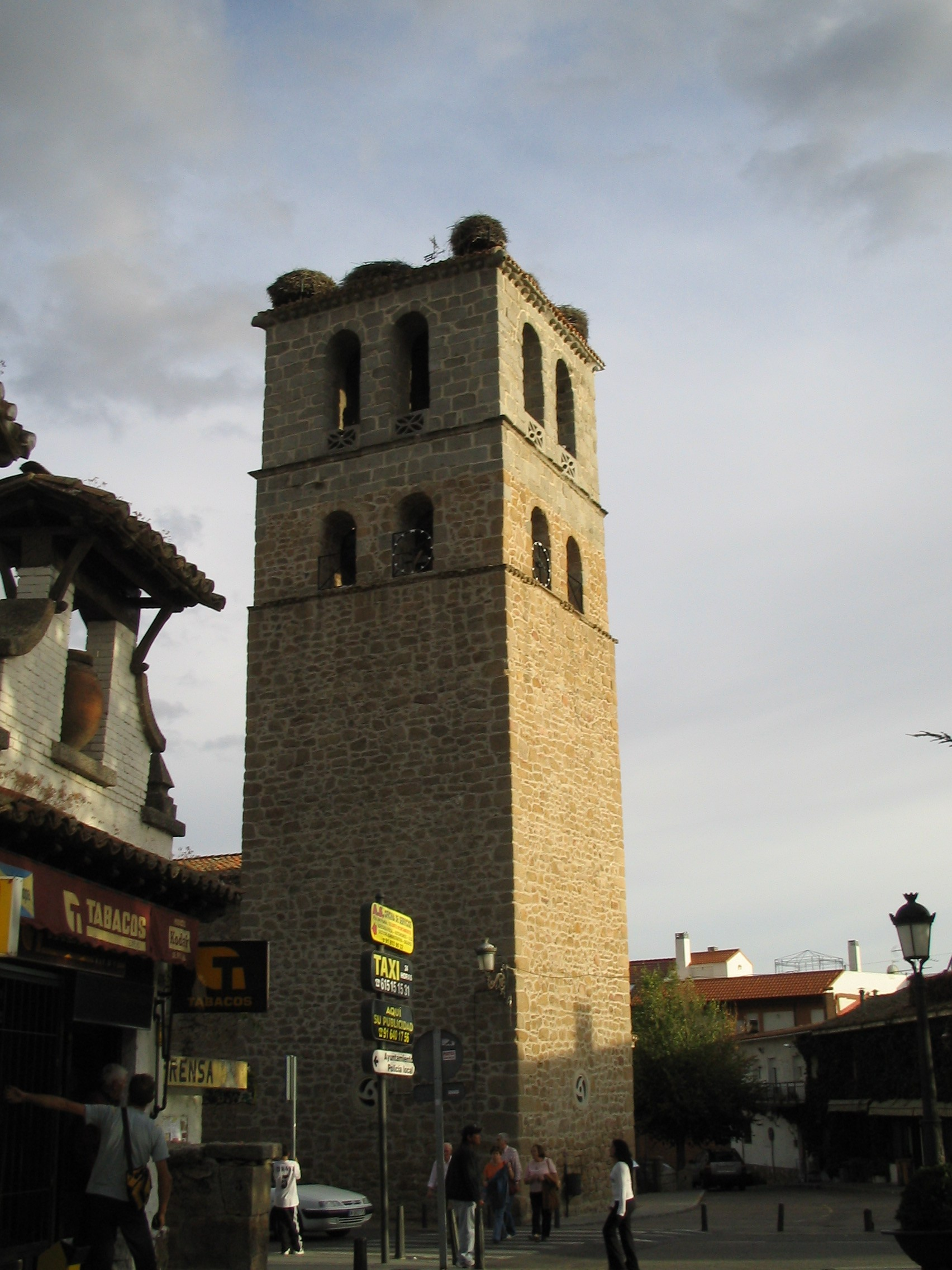
Iglesia de Nuestra Señora de las Nieves en Manzanares el Real
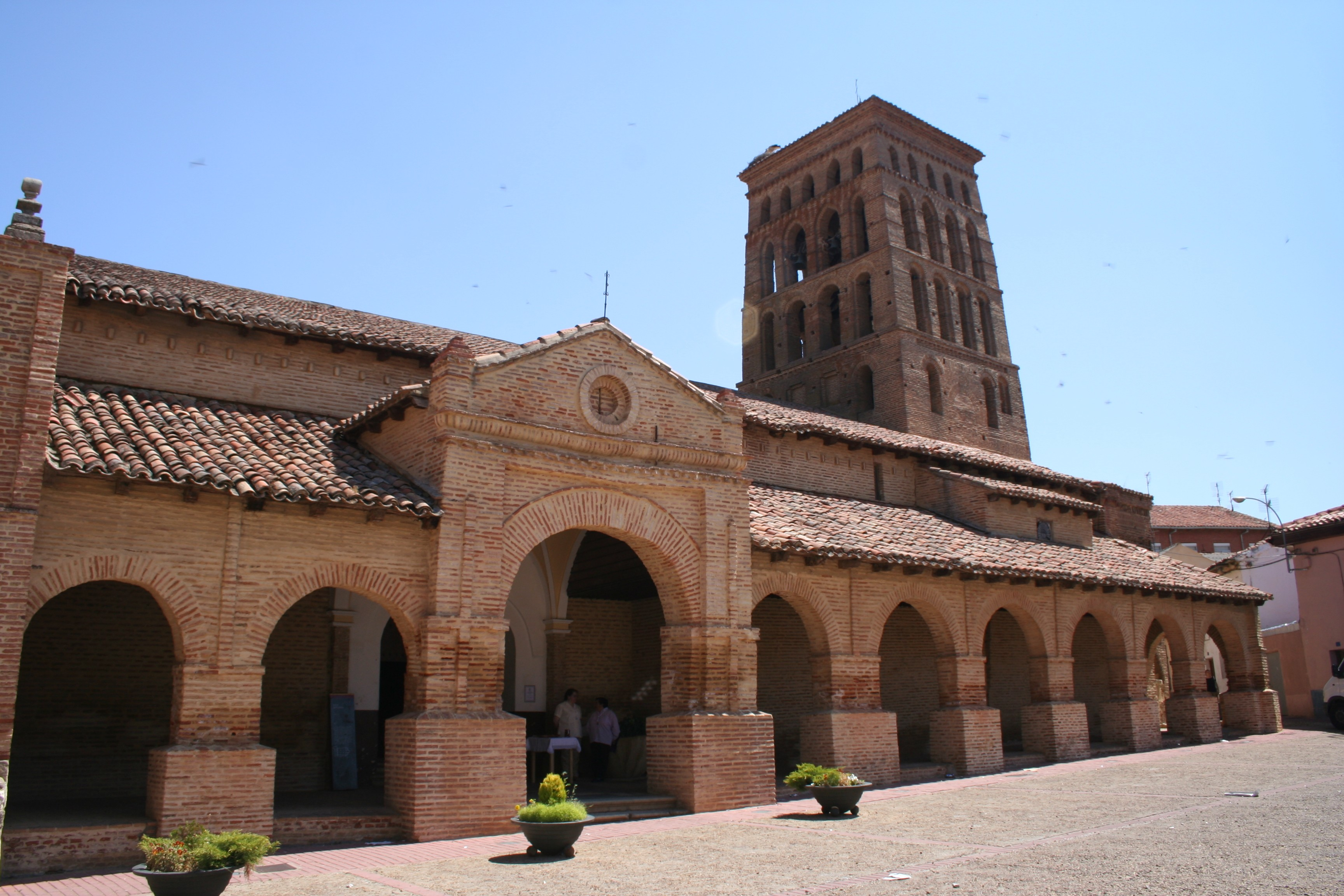
Iglesia de San Lorenzo en Sahagún
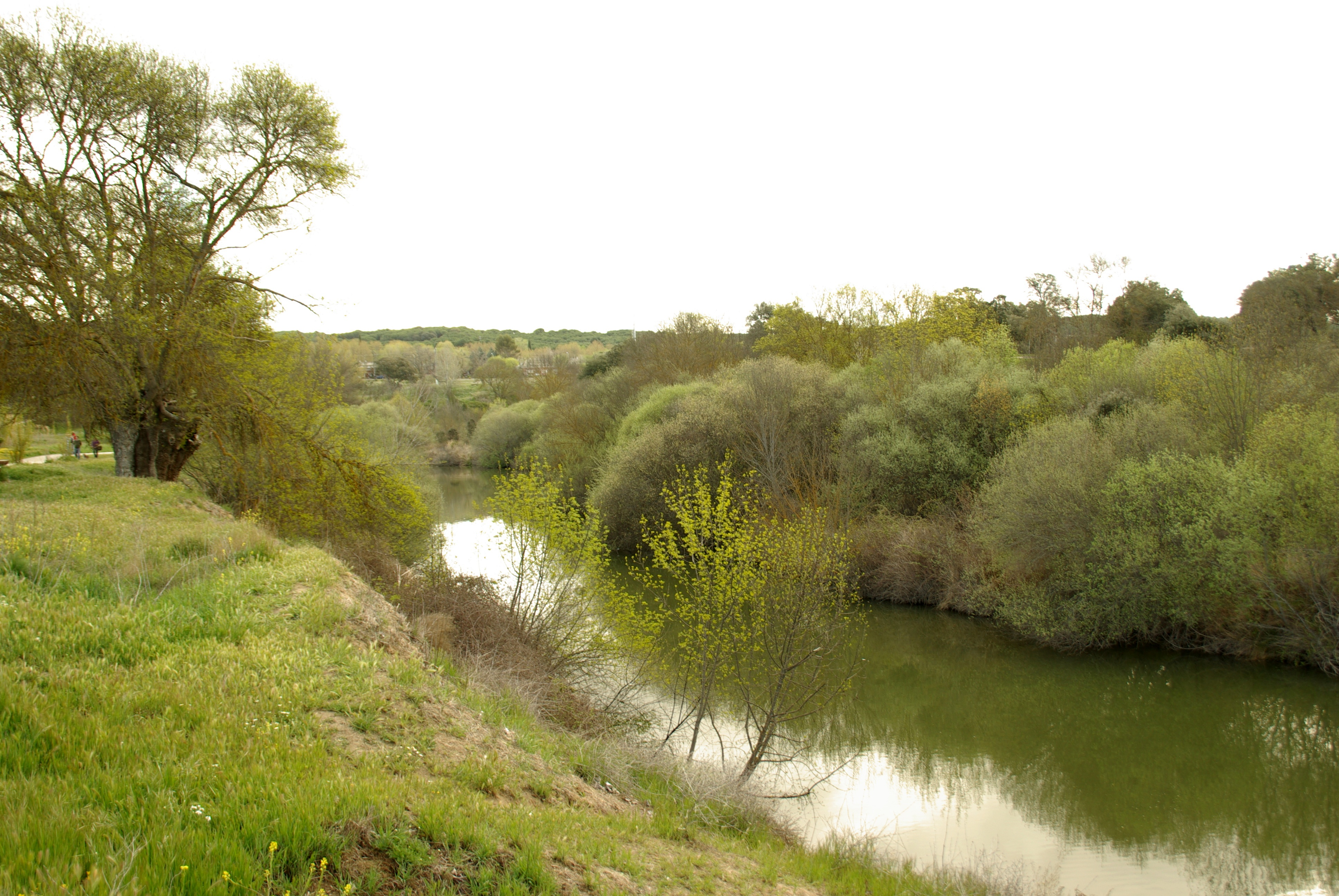
Río Manzanares en el Monte de El Pardo
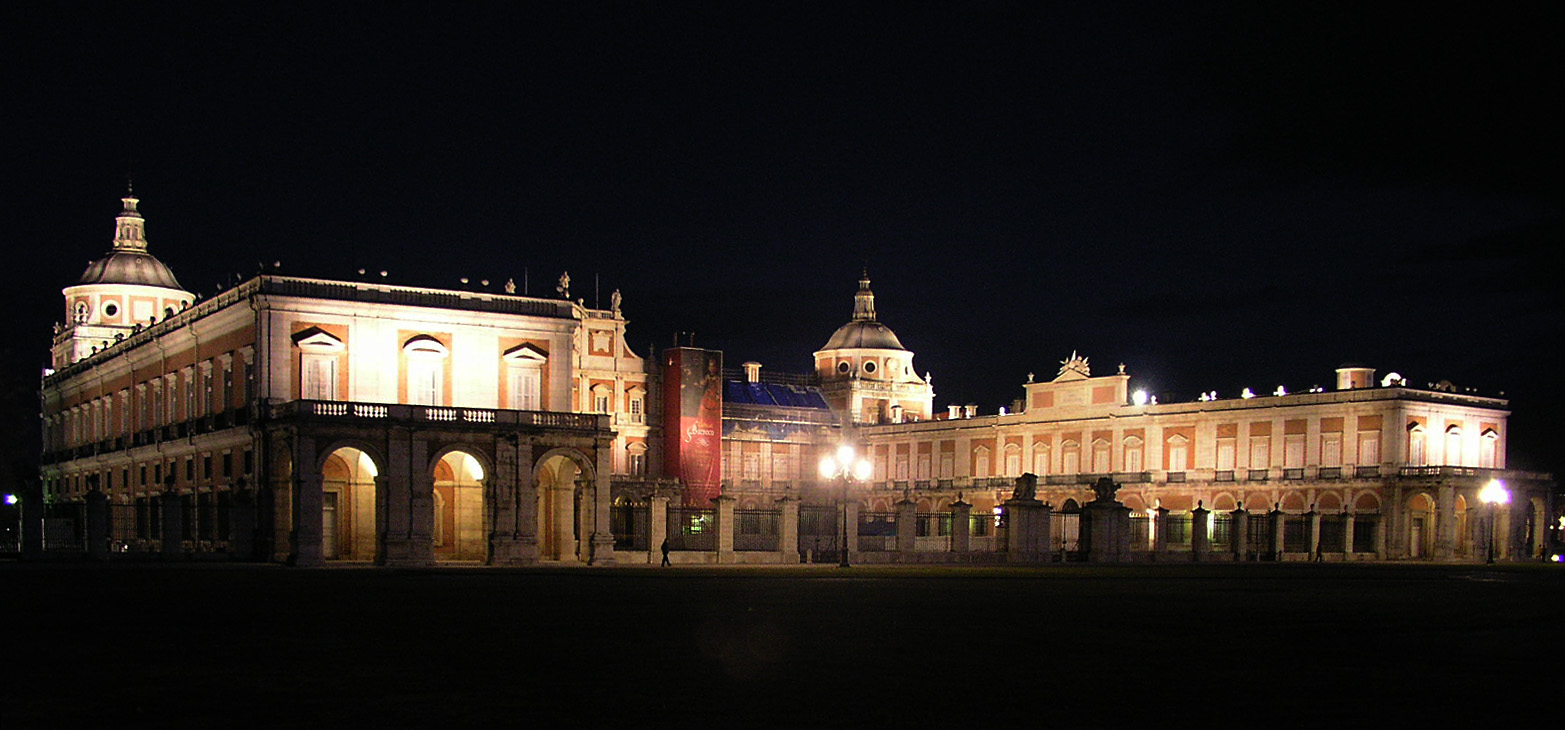
Palacio Real de Aranjuez
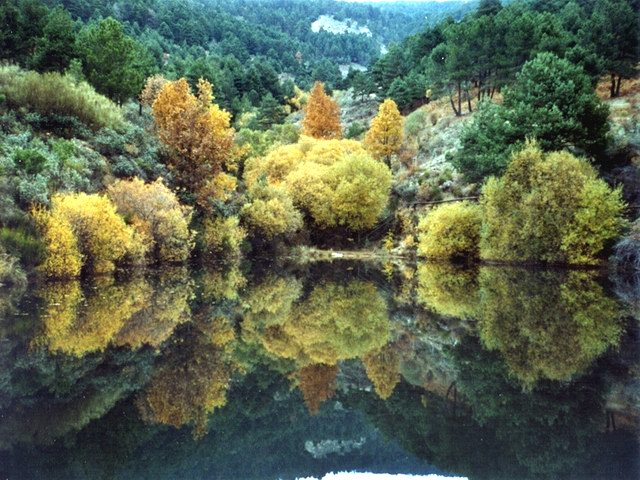
Pantano de Chiquillo, en Navacerrada
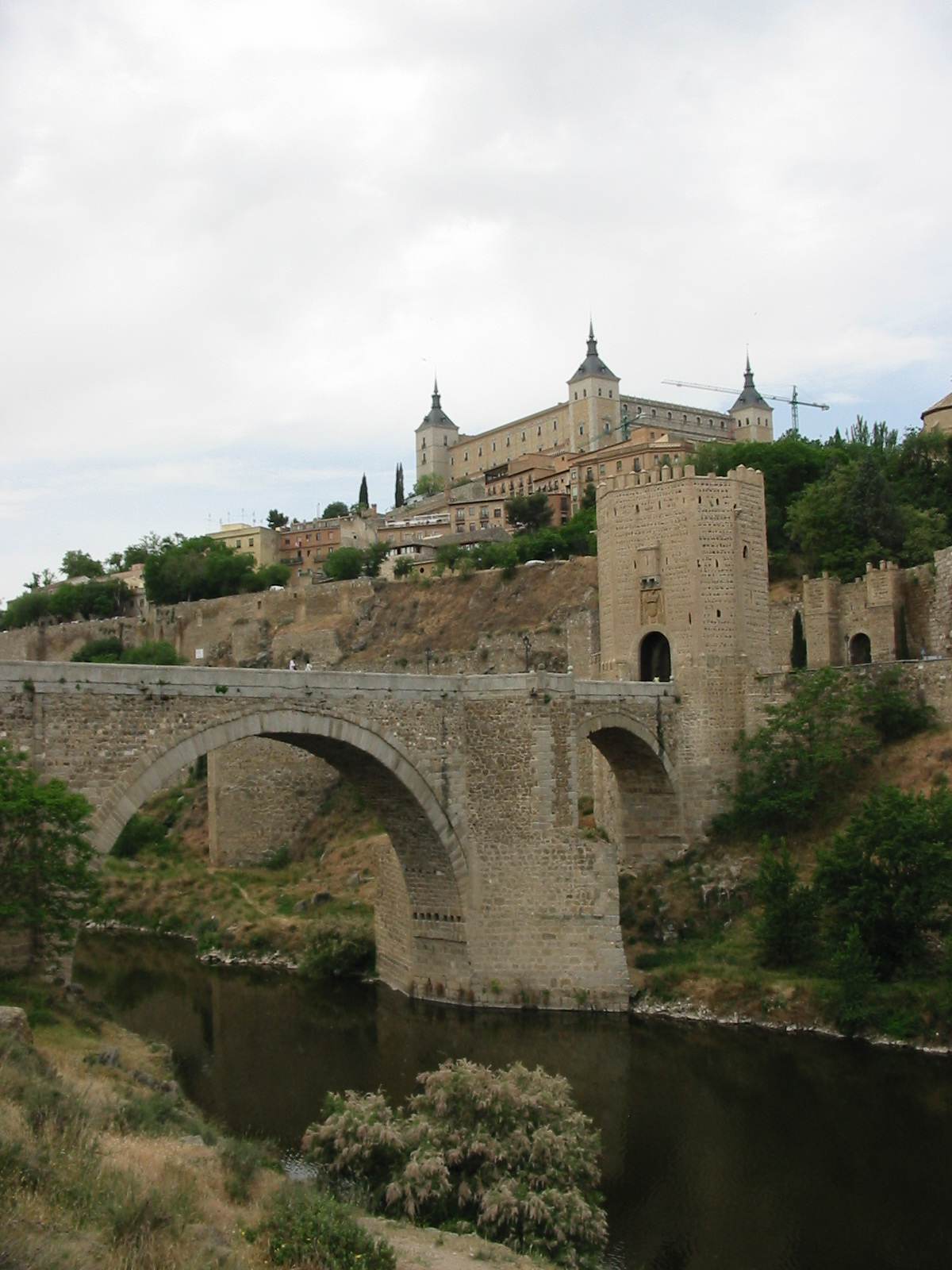
Puente de San Martín y Alcázar de Toledo
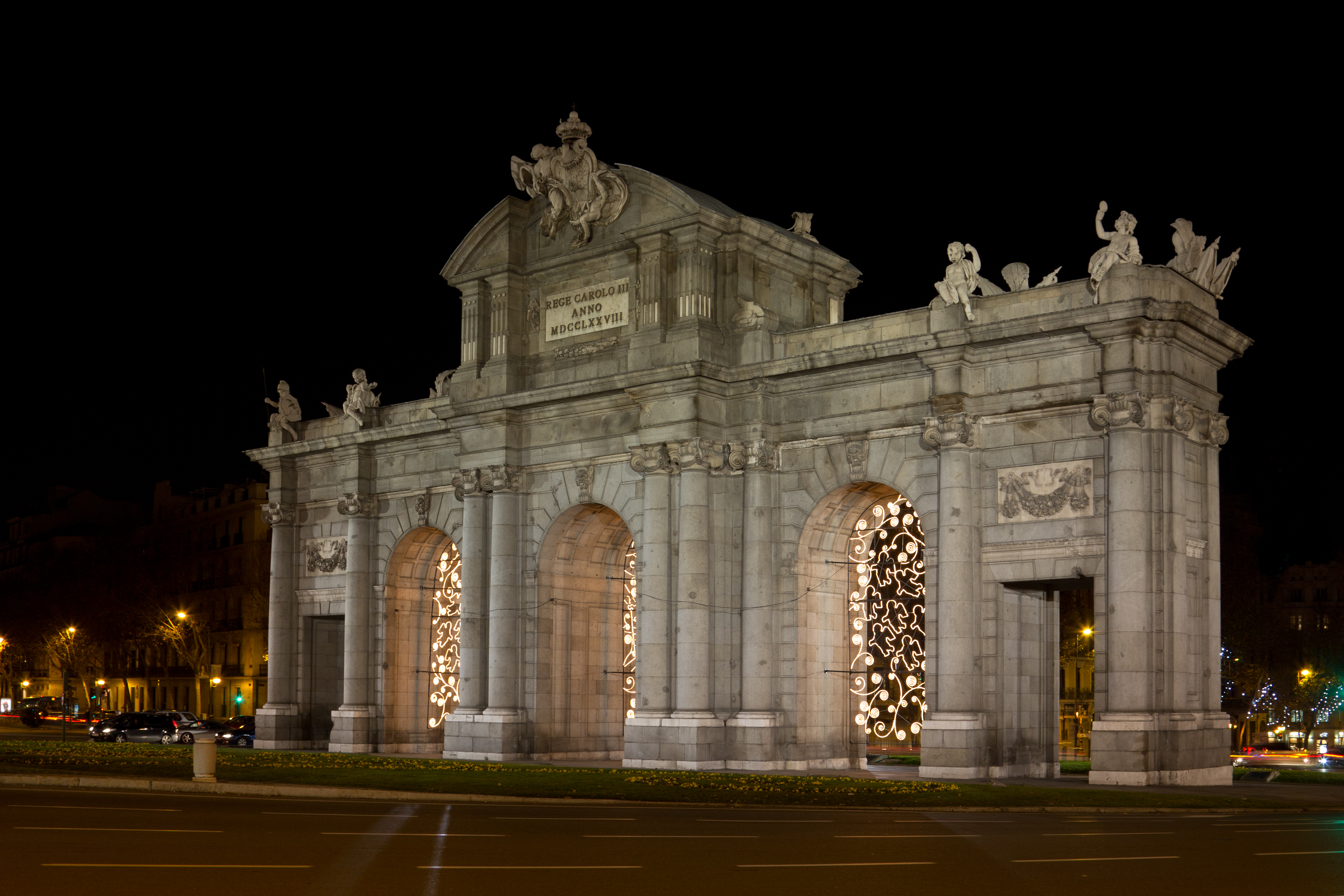
Puerta de Alcalá en Madrid
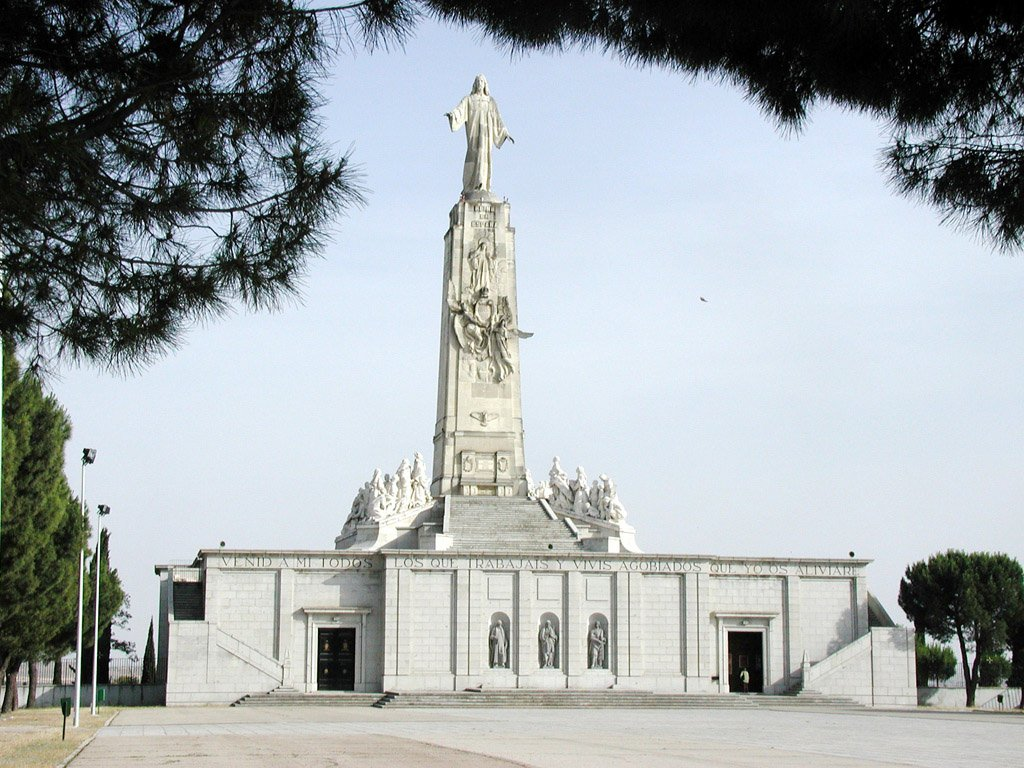
Sagrado Corazón de Jesús en el Cerro de los Ángeles de Getafe
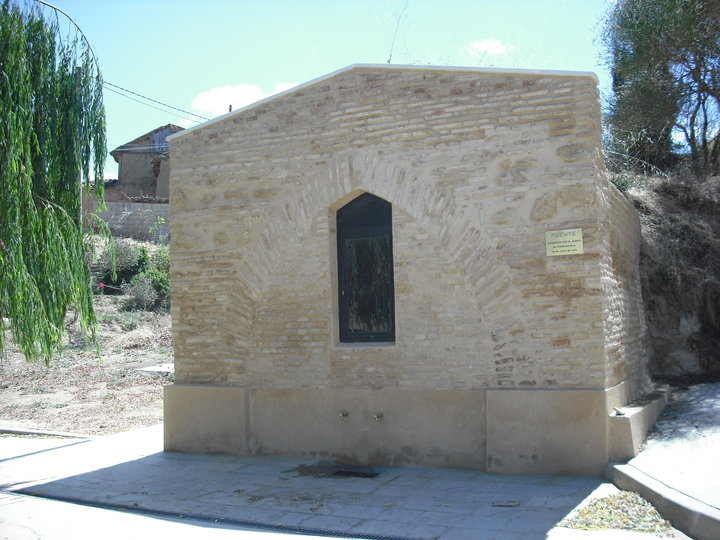
Fuente de Fontihoyuelo